# Abraham Begeyn
Abraham Begeyn (c. 1637, Leiden – 1697, Berlín), fue un pintor neerlandés del siglo XVII. Hábil y dotado para la representación italianizante de paisajes campestres, también se señaló en otros géneros. Viajó por Roma y Nápoles. Aceptado en el Gremio de San Lucas en Leiden en 1655, se trasladó a Londres después del llamado año del desastre de 1672, trabajando en Surrey. En 1681, se documenta su presencia en La Haya, donde entró en la Confrerie Pictura, desplazándose siete años más tarde a la corte prusiana de Berlín donde llegó a pintor real. Murió de un ataque al corazón, cuando su compatriota Augustinus Terwesten visitaba su estudio en compañía de otros dos pintores.